# Teorema del mono infinito en la cultura popular

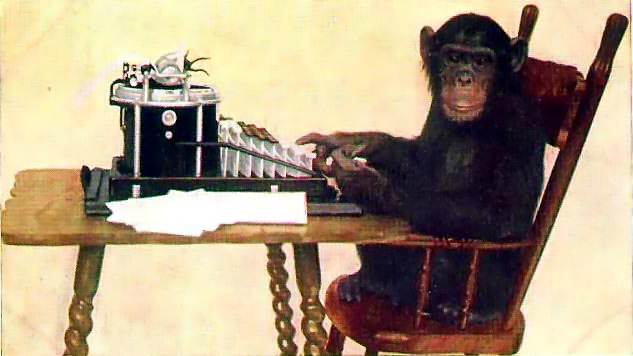
chimpance escribiendo

El teorema del mono infinito y su imaginería asociada se consideran una ilustración popular y proverbial de las matemáticas de la probabilidad, ampliamente conocida por el gran público debido a su transmisión a través de la cultura popular más que por su transmisión a través de las aulas.
Sin embargo, esta popularidad, tal y como se presenta o se asimila en la mente del público, a menudo simplifica en exceso o confunde aspectos importantes de las diferentes escalas de los conceptos implicados: infinito, probabilidad y tiempo, todos ellos en medidas que van más allá de la experiencia humana media y de la comprensión o comparación práctica.

## Popularidad
La historia de las imágenes de "monos mecanógrafos" se remonta al menos al uso que Émile Borel hizo de la metáfora en su ensayo de 1913, y desde entonces se ha repetido muchas veces en diversos medios de comunicación.
- El artículo de Hoffmann y Hofmann (2001) hacía referencia a una colección recopilada por Jim Reeds, titulada "The Parable of the Monkeys – a.k.a. The Topos of the Monkeys and the Typewriters".
- El carácter duradero, generalizado y popular del conocimiento del teorema se señaló en un artículo de 2001, "Monkeys, Typewriters and Networks - the Internet in the Light of the Theory of Accidental Excellence" (Monos, máquinas de escribir y redes: Internet a la luz de la teoría de la excelencia accidental). En la introducción de ese trabajo, Hoffmann y Hofmann afirmaban: "Internet alberga un vasto surtido de citas y diseños experimentales sobre monos y máquinas de escribir. Todos ellos amplían la teoría [...] de que si se dejara a un número infinito de monos aporrear un número infinito de máquinas de escribir, tarde o temprano reproducirían accidentalmente las obras completas de William Shakespeare (o incluso sólo uno de sus sonetos)".
- En 2002, un artículo del Washington Post decía: "Mucha gente se ha divertido con la famosa idea de que un número infinito de monos con un número infinito de máquinas de escribir y una cantidad infinita de tiempo podrían llegar a escribir las obras de Shakespeare".
- En 2003, un experimento financiado por el Arts Council en el que participaron monos reales y un teclado de ordenador recibió amplia cobertura en la prensa.
- En 2007, la revista Wired incluyó el teorema en una lista de ocho experimentos mentales clásicos.
- Otro estudio de la historia se publicó en la introducción de un estudio publicado en 2007 por Terry Butler, "Monkeying Around with Text".

En la actualidad, el interés popular por los monos mecanógrafos se sustenta en numerosas apariciones en la literatura, la televisión y la radio, la música e Internet, así como en novelas gráficas y rutinas de monólogos cómicos. Se han publicado varias recopilaciones de referencias culturales al teorema.
Las siguientes cronologías temáticas se basan en estas recopilaciones. Las cronologías no son exhaustivas, sino que documentan ejemplos notables de referencias al teorema que aparecen en diversos medios de comunicación. La línea de tiempo inicial comienza con algunos de los primeros antecedentes siguiendo a Borel, y las líneas de tiempo posteriores registran ejemplos de la historia, desde los relatos de Maloney y Borges en la década de 1940, hasta la actualidad.

## Historia temprana
- 1913 – Ensayo de Émile Borel – “Mécanique Statistique et Irréversibilité”.
- 1928 – Libro de Arthur Eddington – La naturaleza del mundo físico
- 1931 – Libro de James Jeans – El Universo misterioso
- 1939 – Ensayo de Jorge Luis Borges – “La Biblioteca Total”

## Literatura
- 1940 – En "Lógica inflexible", de Russell Maloney, un relato corto aparecido en The New Yorker, el protagonista consideraba que su riqueza le imponía la obligación de apoyar a las ciencias, por lo que puso a prueba la teoría. Sus monos se pusieron inmediatamente manos a la obra para mecanografiar, sin errores, clásicos de la ficción y la no ficción. El hombre rico se divirtió al ver versiones sin expurgar de los diarios de Samuel Pepys, de los que sólo poseía un ejemplar de una edición corregida.
- 1969 – "Uncollected Works", relato corto de Lin Carter, describe una máquina que simula rápidamente los infinitos monos con el resultado de que genera la suma total de la escritura humana desde los primeros principios, y hacia el futuro.
- 1970 – Un relato humorístico de R. A. Lafferty, "Been a Long, Long Time" (Fantastic, diciembre), cuenta la historia de un ángel que es castigado a supervisar (durante billones de años) a unos monos mecanógrafos aleatorios que intentan producir una copia perfecta de las obras completas de Shakespeare.
- 1979 – El capítulo XXIII de La historia interminable, de Michael Ende , describe una ciudad llena de gente que ha perdido la memoria, supervisada por un mono. El mono entretiene a estas personas dejándoles jugar a un juego de dados con letras. El mono explica que, dado que estas personas han perdido la capacidad de escribir historias por sí mismas, el juego les permitirá producir frases, historias o poemas por pura casualidad. Con el tiempo, este juego produciría cualquier historia jamás contada, incluida la propia Historia Interminable.
- 1987 – En la obra en un acto Palabras, palabras, palabras, de David Ives, tres monos llamados Milton, Swift y Kafka han sido confinados en una jaula por un tal Dr. Rosenbaum, que tiene la hipótesis: "Tres monos pulsando teclas al azar en máquinas de escribir durante un tiempo infinito producirán casi con toda seguridad Hamlet". El humor de la obra se basa principalmente en referencias literarias, incluyendo momentos en los que el tecleo aleatorio produce pasajes de grandes obras de la literatura. La obra se estrenó en enero de 1987 y sigue representándose casi 30 años después.
- 1996 – En el relato corto de Jim Cowan "The Spade of Reason" (publicado en Century 4, 1996), el protagonista trata de encontrar sentido al universo a través de textos generados aleatoriamente por diversos medios; el programa original que utiliza para ello es algo que él apoda el "Motorola Monkey".*
- 2001 – En Fooled by Randomness, Nassim Nicholas Taleb lo utiliza como ejemplo del papel del azar.
- 2023 – En el departamento "Gritos y murmullos" de The New Yorker del 16 de enero de 2023, una divertidísima sátira de una página titulada "El teorema del mono infinito: Notas de campo", de Reuven Perlman. Aquí, un reportero incrustado vigila "[m]onos y máquinas de escribir hasta donde alcanza la vista" durante la mayor parte de diciembre de 2022 para acabar informando: "El mono nº 7160043, apodado Coco, ha experimentado un estallido de energía creativa de 90 minutos y ha escrito con éxito y de forma independiente la totalidad de Hamlet de Shakespeare. El teorema ha sido confirmado". Coco está extasiada hasta que empieza a releer el manuscrito "con el ceño fruncido", y entonces prende fuego a su copia de Hamlet y anuncia su retirada de la escritura, y luego sus planes de solicitar el ingreso en la escuela de posgrado en otoño. Los monos reanudan entonces su improductividad y sus humorísticas autodistracciones para evitar la tarea de escribir.

## Película
- 1959 – En la película En la playa, cuando los operadores de radio del submarino detectan señales inalámbricas en código Morse, el comandante menciona "la vieja historia sobre un número infinito de monos y un número infinito de máquinas de escribir", y que "uno de ellos tiene que acabar escribiendo El rey Lear".
- 2021 – El teorema se menciona en la película The Boss Baby: Family Business
- 2023 – La secuencia inicial de Mission: Impossible – Dead Reckoning Part One muestra una gran sala con muchas personas sentadas en escritorios utilizando máquinas de escribir en un intento de preservar los registros digitales en papel.

## Radio y televisión
- 1978 – En su obra radiofónica La guía del autoestopista galáctico, Douglas Adams invoca el teorema para ilustrar la potencia del "Infinite Improbability Drive" que impulsa una nave espacial. Del Episodio 2: "Ford, hay un número infinito de monos ahí fuera que quieren hablarnos de ese guión para Hamlet que han elaborado".
- 1983 – En el episodio de Doctor Who "Mawdryn Undead", el Doctor menciona el teorema de pasada (citándolo como "a treeful of monkeys"), afirmando a Tegan que "tú y yo sabemos que, al final de un milenio, seguirían tecleando sandeces". La respuesta de Tegan: "Y tú lo estarías haciendo junto a ellos".
- 1993 – En el episodio de Los Simpson "Última salida a Springfield", Montgomery Burns tiene su propia habitación con 1.000 monos con máquinas de escribir, a uno de los cuales reprende por escribir mal una palabra:  "Estábamos tan contentos... ¿Estávamos con v chica? ¡Mono tonto, estúpido!".[1][2]
- 1998 – un anuncio de la cerveza canadiense Molson muestra una serie de chimpancés mecanógrafos que llenan una estructura en forma de catedral aparentemente interminable mientras una voz en off pregunta sardónicamente "¿Podría un número infinito de monos en un número infinito de máquinas de escribir acabar definiendo lo que es ser canadiense?".
- 1998 – En el episodio "Battle of the Sexists" de That '70s Show, Eric Forman grita después de que su novia Donna Pinciotti anotara durante un partido de baloncesto:"¡Pinciotti anota de verdad! ¡El infierno se congela! Un mono escribe Hamlet".
- 1998 – En la serie de dibujos animados Perro gordo Mendoza, uno de los principales villanos de la serie, el Doctor Rectángulo, tiene un sótano lleno de monos escribiendo a máquina. El chiste recurrente es que el Doctor Rectángulo cree erróneamente que puede utilizar directa y prácticamente el teorema del mono infinito, utilizando monos y máquinas de escribir reales, para crear una gran obra literaria o idear un plan que le haga famoso y/o poderoso. También se cree que, sin que el Doctor Rectángulo lo sepa, los monos son en realidad muy inteligentes y sólo teclean cosas al azar para divertirse y recibir un ingreso constante de plátanos.
- 1999 – El teorema del mono infinito es objeto de un breve sketch en el episodio de ¡Histeria! "Superescritores".
- 1999 – "A Troo Storee", un episodio de I Am Weasel, presenta una gran habitación llena de varios tipos de monos con máquinas de escribir que están trabajando en una novela. Cuando Comadreja intenta pagarles en plátanos, lo consideran un insulto y dejan su trabajo, todos menos Mandril.
- 2000 – En el episodio de Padre de Familia "The King is Dead", Lois cuestiona la creatividad de Peter, a lo que él responde:"Oh, arte-inteligente. Pon suficientes monos en una habitación con una máquina de escribir y producirán a Shakespeare." La escena muestra a varios monos en una habitación, discutiendo sobre qué flor es la más apropiada en la famosa línea de Romeo y Julieta.
- 2001 – En el sexto episodio de la primera temporada de The Ricky Gervais Show, el cómico Ricky Gervais intenta explicar este teorema a Karl Pilkington, que se niega a creerlo posible. Al intentar explicar las matemáticas que hay detrás del teorema, Gervais acaba por rendirse y sale enfadado de la sala cuando, tras una larga explicación de Gervais y Stephen Merchant, Karl dice: "Si ni siquiera han leído a Shakespeare, ¿cómo saben lo que hacen?"
- 2002 – En el episodio de 2000 Years of Radio Tempest FM, ambientado tras la muerte de Shakespeare en 1616, se revela que sus obras fueron escritas por monos que utilizaban máquinas de escribir y que mantenía esclavizados en su sótano.
- 2004 – En el episodio "The Science Fair Affair"  Las Aventuras de Jimmy Neutron: El Niño Genio, el proyecto de Sheen para la feria de ciencias consiste en hacer que una iguana se desparrame sobre una máquina de escribir con el supuesto de que "escribirá la próxima gran novela americana".
- 2005 – Al final del episodio de Robot Chicken "Badunkadunk", el fondo del logotipo de la producción de Stoopid Monkey está formado por texto invertido relativo al Teorema del Mono Infinito.
- 2005 – En el episodio de Veronica Mars "Cheatty Cheatty Bang Bang", Veronica, comentando la repentina comprensión de que conocía a David 'Curly' Moran dice: "En algún lugar, esos millones de chimpancés, con sus millones de máquinas de escribir, deben haber escrito El rey Lear."
- 2006 – En junio de 2006, The Colbert Report presentó un segmento humorístico sobre cuántos monos harían falta para varias obras. Esto fue en respuesta a comentarios hechos en las noticias sobre monos mecanografiando la Biblia o el Corán. Según Colbert, un millón de monos tecleando durante toda la eternidad producirían a Shakespeare, diez mil monos (bebiendo) tecleando durante diez mil años producirían a Hemingway, y diez monos tecleando durante tres días producirían una obra de Dan Brown.
- 2007 – En un episodio de la telenovela diurna The Young and the Restless (emitido en enero y febrero de 2007 en Canadá y EE. UU.), cuando Colleen Carlton copia letras revueltas obtenidas del Relicario Grugeon en una pizarra seca, el profesor Adrian Korbel le pregunta bromeando si está probando el Teorema del Mono Infinito. Cuando se le pregunta qué es esto, responde "Thomas Henry Huxley dijo que si dieras teclados a una cantidad infinita de monos, y dieras a dichos monos una cantidad infinita de tiempo... Bueno, es seguro decir... que tú no eres el mono mágico".
- 2009 – La serie de la BBC Radio 4 The Infinite Monkey Cage toma su nombre del teorema del mono infinito.[3]
- 2011 – En un episodio del programa de humor de actualidad Mock the Week, el cómico Micky Flanagan hace referencia a él en un segmento de "Escenas que nos gustaría ver".
- 2016 – En un episodio de Downton Abbey, Lady Mary comenta: "Un mono mecanografiará la Biblia si lo dejas el tiempo suficiente".
- 2022 – El teorema es la base de la miniserie de Adult Swim "The Hamlet Factory". Sigue a tres monos que trabajan en una oficina con infinitos monos con máquinas de escribir intentando escribir Hamlet.[4]

## Videojuegos
- 2000 – Cuando habla con el inspector Canard en Escape from Monkey Island, éste dice que "si tuviera un mono por cada vez que un delincuente de poca monta intenta culpar a Pete el de la nariz de palo... ya tendría suficientes monos para hacer una secuela razonable de Hamlet".

- 2004 – en el juego de PS2 Killzone, uno de los personajes llamado Hakha comenta "también se dice que un mono, si se le da tiempo suficiente, escribirá las obras de Shakespeare.

## Cómics y novelas gráficas
- 1981 – Fone, cómic de ciencia ficción de Milo Manara.
- 1989 – En la tira cómica Dilbert, Dogbert le dice a Dilbert que su poema le llevaría "tres monos, diez minutos".[5]
- 1990 – El cómic Animal Man de Grant Morrison (un renacimiento del personaje de DC Animal Man) contenía un número (Monkey Puzzles) que incluía a un mono que mecanografiaba no sólo las obras de Shakespeare, sino también cómics. El TPB en el que se recopiló este número (Deus ex Machina – 2003) incluía un número "infinito" de Grant Morrisons mecanografiando en la portada.
- 1998 – Jason, en la tira cómica FoxTrot, le hace a Peter un programa para generar números aleatorios del alfabeto, con Peter afirmando que "si funciona para Hamlet, ¿por qué no va a funcionar para un informe del libro de Hamlet?"[6]
- 2008 – El dibujante Ruben Bolling satirizó el experimento mental en su viñeta Tom the Dancing Bug, con un mono preguntando "¿Cómo puedo retrasar de forma creíble la venganza de Hamlet hasta el Acto V?" en el último fotograma.[7]
- 2008 – En un cómic escrito por Scott McCloud sobre Google Chrome, se utilizan monos en ordenadores portátiles como analogía de los datos aleatorios.[8]
- 2009 – En la novela gráfica Umineko: When They Cry, Bernkastel se vio envuelta en una situación en la que tuvo que hacer un milagro de una situación casi imposible. Esto se comparó con el teorema del mono, intentando obtener al azar un milagro que tenía una probabilidad increíblemente baja.

## Software y cultura de internet
- 1979 – Apple Computer publicó "The Infinite No. Of Monkeys" de Bruce Tognazzini, una demostración humorística de Apple BASIC, en su disco DOS 3.2 para el ordenador Apple II.
- 1995 – "El famoso Brett Watson" publicó en Internet su artículo "The Mathematics of Monkeys and Shakespeare" (Las matemáticas de los monos y Shakespeare) que, en 2000, se incluiría como referencia en la RFC 2795 (véase más abajo)
- 1996 – Robert Wilensky comentó una vez en tono jocoso: "Todos hemos oído que un millón de monos golpeando un millón de máquinas de escribir acabarán reproduciendo las obras completas de Shakespeare. Ahora, gracias a Internet, sabemos que eso no es cierto". Esta versión de la analogía de Internet "empezó a aparecer como epígrafe muy frecuente de correos electrónicos y páginas web a partir de 1997".[9]
  - Una variante apareció en USENET más o menos en la misma época: "¡El experimento ha comenzado! Un millón de monos y un millón de teclados. Lo llamamos USENET".[cita requerida]
- 2000 – El RFC del Día de los Inocentes del comité de estándares de Internet del IETF  propuso una "Infinite Monkey Protocol Suite (IMPS)", un método para dirigir una granja de infinitos monos a través de Internet.[10]
- 2005 – Goats, un webcómic ilustrado por Jonathan Rosenberg, comenzó en agosto de 2005 una línea argumental en curso llamada infinitas máquinas de escribir en la que varios personajes se teletransportan accidentalmente a una dimensión alternativa. Allí descubren que esta dimensión está poblada por monos con máquinas de escribir, que presumiblemente teclean los guiones de muchas otras dimensiones.
- 2006 – La empresa de texto predictivo T9 pone en marcha el Proyecto Mono Infinito. En este proyecto de ámbito europeo, los usuarios, sin conocerse entre sí, envían un mensaje de texto con una palabra de su elección al sitio web. El mensaje de texto es libre y, a medida que avanza, las palabras se combinan para formar una letra. A continuación, el artista de hip hop Sparo convierte la letra en una canción que se publicará en un álbum. Si alguna de las canciones se convierte en un éxito, las personas que enviaron las palabras para la letra recibirán derechos de autor del proyecto.[11][12][13]
- 2007 – Se presenta un sitio web llamado One Million Monkeys Typing, un sitio de escritura colaborativa en el que cualquiera puede inscribirse y añadir "fragmentos" de escritura a los que otros pueden sumarse, creando finalmente historias con muchos desenlaces.
- 2008 – Un número de MAD muestra una representación del Teorema del Mono Infinito, que afirma que cuando los monos buenos se vuelven malos, uno de los infinitos monos seguramente plagiaría Historia de dos ciudades.
- 2008 – Los monos aparecen tecleando fragmentos de texto al azar en el cómic en línea de Google para anunciar su navegador web Google Chrome.[14]
- 2009 –Lanzamiento de Infinite Monkey Comics, un generador de cómics aleatorios que crea cómics de tres paneles colocando un tuit aleatorio de Twitter sobre una imagen aleatoria de Flickr basándose en palabras clave elegidas por el usuario. El resultado es una colección casi inagotable de posibles cómics generados por las cavilaciones y los tecleos aleatorios de los internautas.
- 2009 – Monkeys With Typewriters toma su nombre del teorema.
- 2010 – Lyrois Beating a Million Monkeys una mirada un tanto sarcástica al arte contemporáneo utiliza a los monos como metáfora.
- 2011 – www.shakespearean-monkeys.com Archivado el 29 de diciembre de 2011 en Wayback Machine. un sitio web de literatura social, donde los usuarios son los monos.
- 2013 – En la serie de YouTube Sword Art Online Abridged, el protagonista Kirito utiliza la frase "monos y máquinas de escribir" para describir a su conocido Klein agrupándose con jugadores más débiles, dando a entender que no hay casi ninguna posibilidad de que todos sobrevivan con su nivel de habilidad.
- 2015 – GoofyxGrid@Home es un proyecto informático voluntario de BOINC que comprueba el Teorema del Mono Infinito.

## Comedia stand-up
- A partir de 1960 - El cómico Bob Newhart tenía un número en el que un técnico de laboratorio que supervisaba un experimento con "infinitos monos" descubría que uno de los monos había tecleado algo interesante. Un chiste típico sería: "¡Eh, Harry! Este parece un poco famoso: 'Ser o no ser - ese es el gggzornonplatt'".

## Música
- 1979 – El álbum debut de la banda de punk rock de Leeds The Mekons se titula The Quality of Mercy Is Not Strnen. Publicado originalmente por Virgin Records en el Reino Unido, su portada muestra una foto, no de un mono, sino de un chimpancé.  tecleando. El título hace referencia a una cita de Shakespeare de El mercader de Venecia: "La calidad de la misericordia no es forzada".